# Torano Nuovo
Torano Nuovo es un municipio situado en el territorio de la Provincia de Teramo, en Abruzos (Italia).

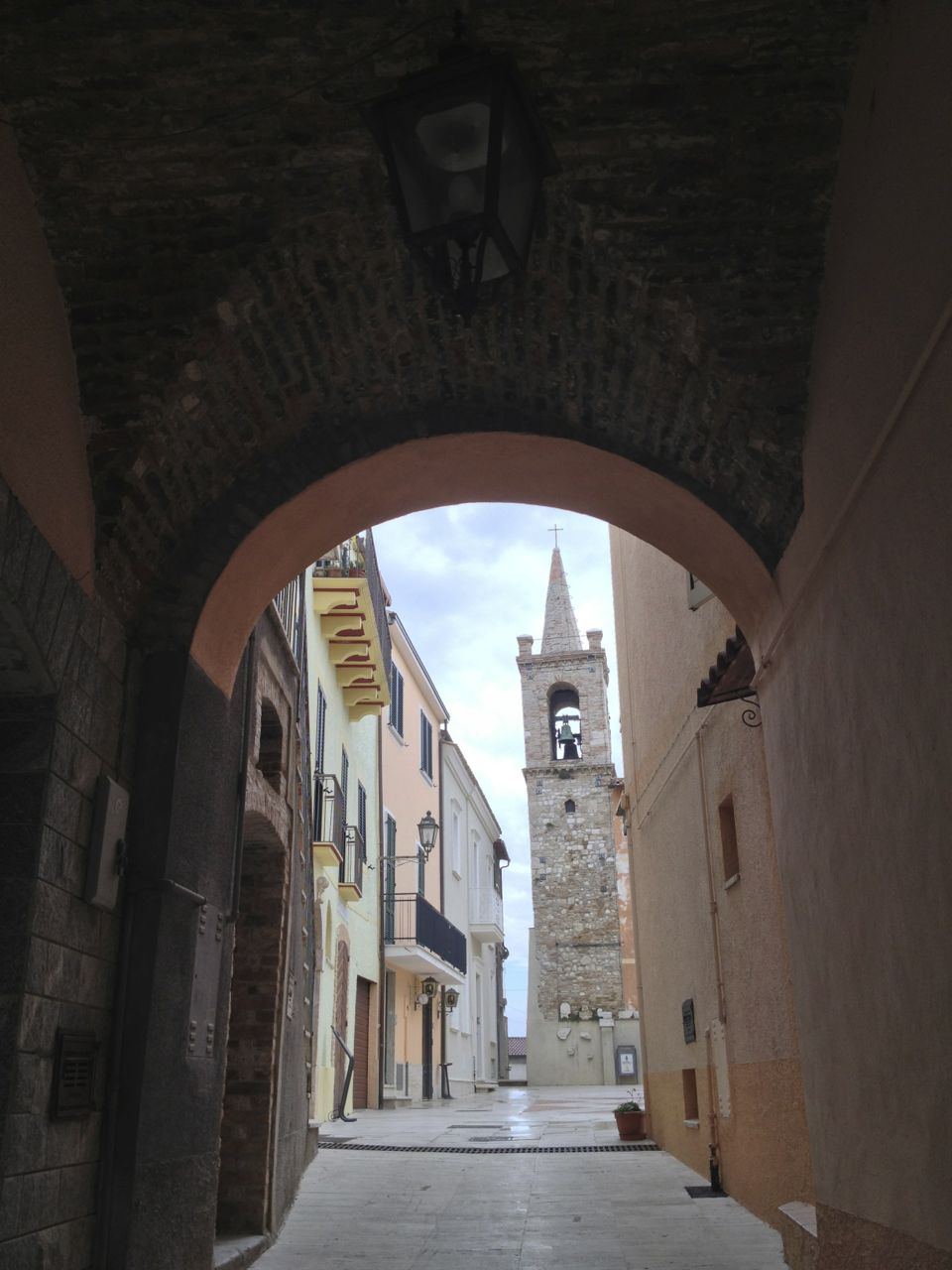
Plaza de Torano Nuovo con el campanario del centro histórico

## Demografía
| Gráfica de evolución demográfica de Torano Nuovo entre 1861 y 2001 |
|                                                                    |
| Fuente ISTAT - elaboración gráfica de Wikipedia                    |